# آقای ۴۲۰
آقای ۴۲۰ (انگلیسی: Shree 420) فیلم کمدی-درام به کارگردانی راج کاپور است که در سال ۱۹۵۵ منتشر شد. از بازیگران آن می‌توان به راج کاپور، نرگس دات، نادره و افتخار اشاره کرد. آقای ۴۲۰ پرفروش‌ترین فیلم هندی سال ۱۹۵۵ بود و در زمان اکران پرفروش‌ترین فیلم هندی تمام دوران شد.

## تأثیر در فرهنگ عامه
یکی از تأثیرات این فیلم در فرهنگ عامه هند رواج یافتن اصطلاح ۴۲۰ برای افراد زیرک یا دغل‌باز است. این اصطلاح به‌طور گسترده در افغانستان هم کاربرد دارد.